# Baeotis johannae
Baeotis johannae is een vlindersoort uit de familie van de prachtvlinders (Riodinidae), onderfamilie Riodininae.
Baeotis johannae werd in 1890 beschreven door Sharpe.